# Soto de Sajambre
Soto de Sajambre (en asturleonés, Sotu Sayambre) es una localidad situada a 930 m de altitud en el valle de Sajambre, en el extremo noreste de la provincia de León (Castilla y León, España). Pertenece al municipio de Oseja de Sajambre.

## Localización
Soto de Sajambre linda con el concejo de Amieva, en el Principado de Asturias, con el Desfiladero de Los Beyos y con el término vecinal de Oseja de Sajambre. Está ubicado dentro del Parque nacional de Picos de Europa (Picos de Europa), a los pies de Peña Santa, que con sus 2.596 m es la cumbre más alta del macizo occidental de Picos. Soto es, sin duda, uno de los pueblos de montaña más admirados del Norte Peninsular. 
Tradicionalmente se le ha denominado el "Jardín de Peña Santa". Citando a José Ramón Lueje, “Soto de Sajambre es el más bello pueblo de montaña conocido, dentro del mejor cuadro de la más prodigiosa naturaleza". Sus paisajes, su rica vegetación y su ubicación a los pies del macizo occidental de los Picos de Europa, hacen de él un paraje de extraordinaria belleza. Sus casas son buena muestra de la arquitectura tradicional del Valle de Sajambre, con corredores, y un hórreo típico de la zona.
Sus gentes han vivido de la ganadería, aunque también del trueque de herramientas y artículos de madera por cereales y legumbres en Tierra de Campos. Actualmente los pocos habitantes que están en activo son ganaderos o se dedican a actividades turísticas y hosteleras.
Las tradiciones del pueblo de Soto tienen una enorme influencia asturiana, debido a su proximidad geográfica y a que en el pasado Soto formó concejo (municipio) con Amieva, como así lo atestiguan pruebas documentales datadas en 1308.
Soto de Sajambre también sufrió como el resto de España un éxodo importante de sus gentes hacia América en el siglo XIX, huyendo de las duras condiciones de vida y en busca de fortuna. Una de las personas que partió rumbo a México a finales del siglo XIX fue Félix de Martino Díez.

## Patrimonio histórico

### Escuela de Soto
Al espléndido entorno natural de hayedos y robledales, Soto de Sajambre une su patrimonio arquitectónico, en el que destaca por encima de todo su magnífica Escuela, la más preciada obra de Félix de Martino. Comenzó su construcción en 1906, abriendo sus puertas el 21 de agosto de 1907. El maestro Leonardo Barriada desarrolló en la misma hasta 1932 un modelo educativo inspirado en la Institución Libre de Enseñanza. Gracias a la generosidad de su promotor, la Escuela contó con material didáctico de extraordinaria calidad, buena parte del cual se conserva y se expone en el propio edificio, hoy convertido en Museo.

### Parroquia, molino, fuente, lavadero y hórreos
Otros elementos arquitectónicos de interés son la iglesia parroquial de Nuestra Señora de las Nieves y el molino, ambos del siglo XIX, fuente, lavaderos, hórreos y las tradicionales casas con sus corredores.

### Fábrica de la luz - minicentral hidroeléctrica
Dentro del patrimonio arquitectónico e industrial destaca la fábrica de la luz, inaugurada el 16 de febrero de 1925 y promovida por Félix de Martino en 1921, es una pequeña central hidroeléctrica que atendió el suministro de energía eléctrica de Soto. La fábrica tiene una turbina acoplada a un generador alemán de la marca Siemens.

## Festividades
El día 5 de agosto se celebra en Soto de Sajambre la tradicional Fiesta de Nuestra Señora de las Nieves cuyos actos de celebración se prolongan hasta el día 6 de agosto. Esta fiesta se viene celebrando desde hace cientos de años y en la actualidad es un punto de encuentro de todos los naturales y descendientes de Soto.